# Kanton Vaison-la-Romaine
Kanton Vaison-la-Romaine is een kanton van het Franse departement Vaucluse. Kanton Vaison-la-Romaine maakt deel uit van het arrondissement Carpentras. Het telde 28.355 inwoners in 2018.

## Gemeenten
Het kanton Vaison-la-Romaine omvatte tot 2014 de volgende gemeenten:
- Buisson : 264 inwoners
- Cairanne : 850 inwoners
- Crestet : 432 inwoners
- Faucon : 380 inwoners
- Puyméras : 610 inwoners
- Rasteau : 674 inwoners
- Roaix : 587 inwoners
- Saint-Marcellin-lès-Vaison : 284 inwoners
- Saint-Romain-en-Viennois : 730 inwoners
- Saint-Roman-de-Malegarde : 255 inwoners
- Séguret : 892 inwoners
- Vaison-la-Romaine : 5 904 inwoners (hoofdplaats)
- Villedieu : 512 inwoners

Door de herindeling van de kantons bij decreet van 25 februari 2014, met uitwerking op 22 maart 2015, werden daar de volgende 16 gemeenten aan toegevoegd:
- Le Barroux
- Beaumont-du-Ventoux
- Brantes
- Camaret-sur-Aigues
- Entrechaux
- Gigondas
- Lafare
- Malaucène
- La Roque-Alric
- Sablet
- Saint-Léger-du-Ventoux
- Savoillan
- Suzette
- Travaillan
- Vacqueyras
- Violès